# Bieno, Trento
Bieno är en ort och kommun i provinsen Trento i regionen Trentino-Sydtyrolen i Italien. Kommunen hade 434 invånare (2018).